# Viane
Viane là một xã thuộc tỉnh Tar trong vùng Occitanie ở phía nam nước Pháp. Xã này nằm ở khu vực có độ cao trung bình mét trên mực nước biển.
Sông Gijou chảy theo hướng tây qua phía nam thị trấn.